# ActiveJet Team/2015
Deze pagina geeft een overzicht van de ActiveJet Team-wielerploeg in 2015. 

## Renners
| Naam              | Geboortedatum     | Nationaliteit | Ploeg 2014  |
| ----------------- | ----------------- | ------------- | ----------- |
| Paweł Bernas      | 24 mei 1990       | Polen         | BDC Marcpol |
| Łukasz Bodnar     | 10 mei 1982       | Polen         |             |
| Paweł Brylowski   | 29 juni 1989      | Polen         |             |
| Konrad Dąbkowski  | 16 februari 1989  | Polen         |             |
| Jesús Ezquerra    | 30 september 1990 | Spanje        |             |
| Paweł Franczak    | 7 oktober 1991    | Polen         |             |
| Mario Gonzalez    | 6 juni 1992       | Spanje        |             |
| Kamil Gradek      | 17 september 1990 | Polen         | BDC Marcpol |
| Tomasz Mickiewicz | 10 maart 1994     | Polen         |             |
| David Muntaner    | 12 juli 1983      | Spanje        |             |
| Arakdiusz Owsian  | 10 september 1993 | Polen         |             |
| Michał Podlaski   | 3 mei 1988        | Polen         |             |

## Overwinningen
GP Liberty Seguros
1e etappe: Paweł Bernas
Ronde van Alentejo
4e etappe: Paweł Bernas
Eindklassement: Paweł Bernas
Szlakiem Grodów Piastowskich
3e etappe: Paweł Bernas
Eindklassement: Paweł Bernas
GP Czech Republic
Winnaar: Paweł Bernas
2014 · 2015 · 2016